# Efua Dorkenoo
Efua Dorkenoo, née le 6 septembre 1949, morte le 18 octobre 2014 est une infirmière et militante des droits des femmes britanno-ghanéenne, connue notamment pour son engagement contre les mutilations génitales féminines (MGF),

## Formation
Elle est née à Cape Coast, au Ghana. À 19 ans, elle gagne Londres pour y entreprendre des études d'infirmière. Elle obtient également un master à la London School of Hygiene & Tropical Medicine et une bourse de recherche à la City University. Elle travaille comme infirmière dans plusieurs hôpitaux, notamment au Royal Free Hospital de Londres, et prend conscience de l'impact des mutilations génitales féminines sur la vie des femmes africaines,.

## Militantisme
Elle rejoint le Minority Rights Group International et parcourt différentes régions d'Afrique pour recueillir de l'information pour ce qui constitue l'un des premiers rapports publiés sur les MGF en 1980. En 1983, elle fonde la Foundation for Women's Health, Research and Development (FORWARD), une organisation non-gouvernementale britannique qui prend en charge les femmes qui ont subi des mutilations génitales féminines, et tente d'autre part d'éliminer la pratique par l'information. Elle commence à travailler pour l'Organisation mondiale de la Santé (OMS) en 1995 et assure la direction, par intérim, d'un de ses départements se consacrant à la santé des femmes, jusqu'en 2001,,. Elle lance le programme "The Girl Generation: Together To End FGM" [La génération des femmes : ensemble pour mettre fin aux MGF], le 10 octobre 2014 et participe aussi au mouvement Égalité maintenant (une organisation internationale des droits de l'homme). Elle se lie d'amitié avec Alice Walker, conseille la réalisation du documentaire Warrior Marks (1993) par Walker, Pratibha Parmar, avec Gloria Steinem, qui écrit l'introduction de son ouvrage Cutting the Rose: Female Genital Mutilation.

## Honneurs et reconnaissances
En 1994, elle est faite Officier de l'Ordre de l'Empire britannique. En 2000, elle reçoit le prix annuel de Égalité maintenant. En 2012, elle est faite membre honoraire de l'équipe de recherche de la School of Health Sciences, à la City University de Londres, et en 2013 elle fait partie des 100 femmes de l'année de la BBC,
Son ouvrage, Cutting the Rose: Female Genital Mutilation (publié en 1994) est sélectionné par un jury international en 2002 parmi les "100 meilleurs ouvrages africains du XXe siècle",.
Elle meurt du cancer à Londres, à 65 ans, le 18 octobre 2014.

## Principales publications
- Cutting The Rose: Female Genital Mutilation the Practice and its Prevention (Minority Rights Group, 1994).
- Report of the First Study Conference of Genital Mutilation of Girls in Europe/ Western World (1993)
- Child Protection and Female Genital Mutilation: Advice for Health, Education, and Social Work Profession (1992)
- Female Genital Mutilation: Proposals for Change (en collaboration avec Scilla Elworthy) (1992)
- Tradition! Tradition: A symbolic story on female genital mutilation (1992)
- En collaboration avec Scilla McLean (eds), Female Circumcision, Excision, and Infibulation (Minority Rights Group Report 47, 1980)